# 효치
효치(孝治, 910년)는 대장화(大長和) 숙문제(肅文帝) 정인민(鄭仁旻)의 첫번째 연호이다.

## 연대 대조표
| 효치       | 원년       |
| 서기(西紀) | 910년      |
| 간지(干支) | 경오(庚午) |

## 동시대 연호
| 이전 연호 안국(安國) | 중국의 연호 대장화(大長和) | 다음 연호 시원(始元) |